# Max Stülpner

Max Stülpner

Emil Max Stülpner (* 1. April 1882 in Börnichen bei Chemnitz; † 24. Oktober 1959 auf dem Schuckhof bei Blaufelden) war ein deutscher Politiker (NSDAP).

## Leben und Wirken
Stülpner war ein Sohn des Moritz Reinhard Stülpner und der Emma Hulda Heeger. Nach dem Besuch der Volksschule wurde Stülpner zum Elektromonteur ausgebildet. Ab dem 5. Oktober 1914 nahm er am Ersten Weltkrieg teil, in dem er zweimal verwundet sowie mit dem Eisernen Kreuz II. Klasse und der Dienstauszeichnung I. und II. Klasse ausgezeichnet wurde. Nach seiner Demobilisierung am 1. Oktober 1919 ließ er sich als Elektromonteur in Königsberg nieder.
Ende der 1920er Jahre schloss Stülpner sich der NSDAP an, für die er unter anderem Aufgaben als Ortsgruppenleiter in Königsberg übernahm. 1932 wurde er in den Preußischen Landtag gewählt, dem er bis zur Auflösung dieser Körperschaft im Herbst 1933 angehörte. Anschließend wurde er Mitglied des nationalsozialistischen Reichstag, in dem er bis zu seinem vorzeitigen Ausscheiden am 26. Februar 1935 den Wahlkreis 1 (Ostpreußen) vertrat. Sein Mandat wurde anschließend bis zum Ende der Wahlperiode im März 1936 von Ernst Penner fortgeführt.

## Heirat
Stülpner heiratete am 5. April 1926 in Königsberg Gerda Elisabeth Lilly.